# Neogerris boninensis
Neogerris boninensis är en insektsart som beskrevs av Matsumura 1913. Neogerris boninensis ingår i släktet Neogerris och familjen skräddare. Inga underarter finns listade i Catalogue of Life.